# Роксбург, Томас Лоуренс
Сэр Томас Лоуренс Роксбург (англ. Thomas Laurence Roxburgh; 29 марта 1853, Ямайка — 1945) — британский государственный и колониальный деятель, администратор Сент-Кристофер-Невис-Ангильи (1906—1915).

## Биография
Родился в семье Томаса Фрэнсиса Роксбурга и Кэтрин Гибсон.
Окончил Эдинбургский университет. Карьеру начал в 1882 г. в должности клерка мирового суда, в 1888 г. был назначен секретарем суда.
- 1890—1899 гг. — секретарь первого класса в офисе министерства по делам колониям на Ямайке,
- 1899—1902 гг. — старший служащий министерства по делам колоний, одновременно в 1899—1904 г. — почётный адъютант губернатора сэра А. Хемминга,
- 1902—1906 гг. — помощник министра по делам колоний Великобритании.

В 1906—1915 гг. — администратор Сент-Кристофер-Невис-Ангильи.
Выйдя в отставку в 1915 г., получил почётное назначения в качестве майора ополчения Ямайки.

## Награды и звания
Кавалер ордена Святых Михаила и Георгия (1910). 